# (16258) Willhayes
(16258) Willhayes est un astéroïde de la ceinture principale.

## Description
(16258) Willhayes est un astéroïde de la ceinture principale. Il fut découvert le 6 mai 2000 à Socorro (Nouveau-Mexique) par le projet LINEAR. Il présente une orbite caractérisée par un demi-grand axe de 2,47 UA, une excentricité de 0,13 et une inclinaison de 8,6° par rapport à l'écliptique.

## Compléments